# Rick Crawford
Rick Crawford właściwie Eric Alan Crawford (ur. 22 stycznia 1966 w Homestead Base) – amerykański polityk, członek Partii Republikańskiej.

## Działalność polityczna
Od 3 stycznia 2011 jest przedstawicielem 1. okręgu wyborczego w stanie Arkansas w Izbie Reprezentantów Stanów Zjednoczonych.